# اقتصاد النرويج
الاقتصاد النرويجي هو معقل للرأسمالية مزدهرة الرفاه، ويضم مجموعة من نشاط السوق الحرة والتدخلات الحكومية. وتسيطر الحكومة على المجالات الرئيسية، مثل قطاع النفط الحيوي، على نطاق واسع من خلال مؤسسات الدولة ذات الأغلبية التي تملكها. والغنية بالموارد الطبيعية في البلاد من الموارد الطبيعية النفط والطاقة الكهرومائية، والأسماك، والغابات، والمعادن، ويعتمد اعتماداً كبيراً على قطاع النفط الذي يمثل ما يقرب من نصف الصادرات وأكثر من 30% من عائدات الدولة. النرويج هي خامس أكبر مصدر للنفط وثالث أكبر مصدر للغاز في العالم ؛اختارت النرويج على البقاء بعيدا عن الاتحاد الأوروبي خلال استفتاء في نوفمبر 1994.
تستورد النرويج ما يزيد على 50% من احتياجاتها الغذائية وتستخدم المراعي الجبلية الشاسعة لرعي الماشية والأغنام، وفي الشمال، لرفع الرنة. تزرع الشعير والقمح، والبطاطس. حوالي ربع النرويج غابات ؛ الأخشاب هي مورد كبير من الطبيعية وهي أساس واحدة من الصناعات الرئيسية. تجذب المضايق النرويجية الجميلة والشمس منتصف الليل العديد من السياح. صيد الأسماك (وخاصة من سمك القد والرنجة، والماكريل) له أهمية كبيرة في النرويج، حيث أنها تصدر للبلدان الأخرى.
الأعمال الرئيسية في النرويج هي البترول والغاز الطبيعي، والشحن، والتجارة. ومنذ اكتشاف النفط في حقل إيكوفسك في عام 1969، أصبحت صناعات البترول والغاز الطبيعي حيوية لاقتصاد النرويج، وبذلك ازدادت فرص العمل، ولكن أيضا ازداد التضخم والتعرض للتقلبات في السوق العالمية للبترول (أكثر من قيمة تصدير النفط والغاز الطبيعي). الموارد المعدنية الأخرى تشمل خام الحديد والنحاس والرصاص والزنك، والتيتانيوم، غير بيريت، والنيكل. ويتم إنتاج الألمنيوم والسبائك الحديدية. والطاقة الكهرومائية. من صادرات البلاد أيضاً. تجهيز الأغذية، وبناء السفن، وصناعة لب الورق ومنتجات الورق والمعادن والكيماويات والمنسوجات. الأسطول النرويجي التجاري العظيم يحمل جزءاً كبيراً من تجارة العالم من النفط والمنتجات النفطية، والآلات والمعدات والمعادن والمواد الكيميائية، والسفن، والأسماك أهم الصادرات والواردات وتشمل السلع الرأسمالية والمواد الكيميائية والمعادن والمواد الغذائية. الشركاء التجاريين الرئيسيين هم بريطانيا، وألمانيا، والسويد، وفرنسا.
حلّت النرويج في المرتبة 19 في مؤشر الابتكار العالمي عام 2023 متقدّمة من المركز 22 عام 2022، وتراجعت للمركز 21 في مؤشر عام 2024.